# Lista de espécies do gênero Phymatolithon
Phymatolithon Foslie, 1898  é o nome botânico  de um gênero de algas vermelhas marinhas pluricelulares da família Hapalidiaceae, subfamília Melobesioideae.
- O gênero apresenta 11 espécies taxonomicamente aceitas:

## Espécies
- Phymatolithon brunneum   Y.M. Chamberlain, 1994
- Phymatolithon calcareum    (Pallas) W.H. Adey & D.L. McKibbin, 1970

= Millepora calcarea    Pallas, 1766
= Millepora polymorpha    Linnaeus, 1767
= Apora polymorpha    Gunnerus, 1768
= Melobesia calcarea    (Pallas) Harvey, 1849
= Melobesia compressa    M'Calla, 1849
= Spongites calcarea    (Pallas) Kützing, 1849
= Lithothamnion calcareum    (Pallas) J.E. Areschoug, 1852
= Lithothamnion polymorphum    (Linnaeus) J.E. Areschoug, 1852
= Lithophyllum calcareum    (Pallas) Foslie, 1898
= Eleutherospora polymorpha    (Linnaeus) Heydrich, 1900
= Paraspora calcarea    (Pallas) Heydrich, 1908
- Phymatolithon investiens    (Foslie) Foslie, 1905

= Lithophyllum zonatum    Foslie, 1890
= Lithothamnion investiens    Foslie, 1895
= Lithothamnion ocellatum    Foslie, 1895
= Lithothamnion glaciale f. torosum    Foslie, 1895
= Lithothamnion investiens f. torosum    (Foslie) Foslie, 1900
= Phymatolithon investiens f. ocellatum    (Foslie) Foslie, 1905
= Phymatolithon investiens f. torosum    (Foslie) Foslie, 1905
- Phymatolithon laevigatum    (Foslie) Foslie, 1898

= Lithothamnion laevigatum    Foslie, 1895
= Lithothamnion emboloides    Heydrich, 1900
- Phymatolithon lamii    (M. Lemoine) Y.M. Chamberlain, 1991

= Lithophyllum lamii    M. Lemoine, 1913
= Lithophyllum melobesioides    P.L. Crouan & H.M. Crouan ex Lemoine, 1953
= Phymatolithon rugulosum    Adey, 1964
- Phymatolithon lenormandii     (J.E. Areschoug) W.H. Adey, 1966

= Melobesia lenormandii     J.E. Areschoug, 1852
= Lithophyllum lenormandii     (J.E. Areschoug) Rosanoff, 1866
= Lithophyllum laeve     Strömfelt, 1886
= Lithothamnion squamulosum     Foslie, 1895
= Lithothamnion lenormandii     (J.E. Areschoug) Foslie, 1895
= Lithothamnion lenormandii f. sublaevis     Foslie, 1895
= Lithothamnion lenormandii f. squamulosum     (Foslie) Foslie, 1905
= Lithothamnion annulatum     Foslie, 1906
= Squamolithon lenormandii     (J.E. Areschoug) Heydrich, 1911
= Leptophytum laeve     Adey, 1966
- Phymatolithon masonianum     Wilks & Woelkerling, 1994
- Phymatolithon notatum     (Foslie) Adey, 1970

= Lithothamnion notatum     Foslie, 1906
- Phymatolithon purpureum    (P.L. Crouan & H.M. Crouan) Woelkerling & L.M. Irvine, 1986

= Lithothamnion purpureum    P.L. Crouan & H.M. Crouan, 1867
= Lithothamnion polymorphum f. papillatum    Foslie, 1895
= Lithothamnion polymorphum f. tuberculatum    Foslie, 1895
= Lithothamnion polymorphum f. validum    Foslie, 1895
= Phymatolithon polymorphum    (Linnaeus) Foslie, 1898
= Phymatolithon polymorphum f. sublaeve    Foslie, 1905
= Phymatolithon polymorphum f. tuberculatum    (Foslie) Foslie, 1905
= Phymatolithon polymorphum f. validum    (Foslie) Foslie, 1905
= Lithothamnion polymorphum f. intermedium    Foslie, 1908
= Lithothamnion polymorphum f. sublaeve    (Foslie) A.Zinova, 1955
- Phymatolithon repandum    (Foslie) Wilks & Woelkerling, 1994

= Lithothamnion lenormandii f. australe    Foslie, 1901
= Lithothamnion repandum    Foslie, 1904
= Lithothamnion repandum f. asperulum    Foslie, 1906
= Lithothamnion asperulum    (Foslie) Foslie, 1907
= Lithothamnion absonum    Foslie, 1907
= Leptophytum absonum    (Foslie) Adey, 1970
= Leptophytum asperulum    (Foslie) Adey, 1970
= Leptophytum repandum    (Foslie) Adey, 1970
- Phymatolithon tenuissimum    (Foslie) W.H. Adey, 1970

= Lithothamnion tenuissimum    Foslie, 1900